# Klaas Toornstra
Klaas Toornstra (Dokkum, 23 juni 1894 – Amsterdam, 1 februari 1972) was een Nederlands onderwijzer en politicus voor de Partij van de Arbeid (PvdA).

## Leven en werk
Toornstra werd in 1894 in Dokkum geboren als een zoon van Hidde Toornstra en Jantje Lolkema. Hij begon zijn carrière als onderwijzer. In 1922 werd hij actief in de Arbeiders Jeugd Centrale (A.J.C.), de jongerenbeweging van de Sociaal-Democratische Arbeiderspartij, en eind 1924 werd hij bezoldigd bestuurder. Zeven jaar later werd hij benoemd tot secretaris, en op 21 april 1934 volgde hij Koos Vorrink op als voorzitter van de A.J.C. Ook was hij gemeenteraadslid van Amsterdam. Van 1948 tot 1960 was Toornstra burgemeester van Hattem.
Op 5 augustus 1920 te Goes trouwde Toornstra met Trijntje de Hondt. Hij overleed op 1 februari 1972 te Amsterdam.

## Publicatie
- Van onderwijzer tot burgemeester (1972)

- International Standard Name Identifier: 0000 0003 9695 3350
- Nederlandse Thesaurus van Auteursnamen: 070388334
- Virtual International Authority File: 291995668
- WorldCat: E39PBJyRvt6m63KRKd8p4MDTHC